# Ikarus (2017)
Ikarus ist ein im Jahr 2017 auf Netflix erschienener Dokumentarfilm. Er handelt in der ersten Hälfte von dem Selbstversuch des Filmemachers Bryan Fogel mit Hilfe von Doping ein Radsportamateurrennen zu gewinnen. Dabei wird er von Grigori Rodtschenkow unterstützt. Die zweite Hälfte handelt von Rodtschenkows Rolle im russischen Staatsdoping.
Der Film wurde 2018 mit dem Oscar als bester Dokumentarfilm ausgezeichnet.

## Handlung
Der Filmemacher und Amateur-Radsportler Fogel möchte Dopingmittel zu sich nehmen, während er für ein Amateur-Radrennen trainiert. Er möchte herausfinden, ob er durch die Antidopingtests kommt. Zunächst wird er dabei von Don Catlin, dem Gründer des UCLA Olympic Analytical Laboratory, beraten. Da dieser jedoch um sein Ansehen fürchtet, hält er seine Beteiligung bei diesem Experiment für keine gute Idee und empfiehlt Fogel, Grigori Rodtschenkow, den Chef des russischen Anti-Doping-Programms, zu kontaktieren. Mit Hilfe von Rodtschenkow beginnt Fogel mit Hormoninjektionen und dem Anlegen von Urinproben, die später zum Testen verwendet werden sollen.
Fogel und Rodtschenkow werden Freunde. Fogel deckt während seines Experiments auf, dass Rodtschenkow sein eigenes System in Russland hatte, um russischen Athleten mit leistungssteigernden Drogen zu helfen, ohne aufzufallen. Nachrichten berichten plötzlich, dass Rodtschenkow eine Schlüsselfigur im russischen staatlich geförderten Doping-Programm während der Olympischen Winterspiele 2014 in Sotschi gewesen sein soll. Rodtschenkow fürchtet nun um sein Leben und flüchtet in die Vereinigten Staaten. Rodtschenkows Zeugnis wird in einem umfangreichen Interview mit der New York Times öffentlich, indem er Festplatten, E-Mails und mehr belastende Beweise über die russische Beteiligung zur Verfügung stellt. Besorgt um sein Wohlergehen, nimmt das Justizministerium der Vereinigten Staaten Rodtschenkow in das Zeugenschutzprogramm auf.